# Episodi di Graves (seconda stagione)
La seconda stagione della serie televisiva Graves, composta da 10 episodi, va in onda negli Stati Uniti, sul network Epix a partire dal 22 ottobre al 10 dicembre 2017. 
In Italia ciascun episodio viene reso disponibile ogni lunedì, a 24 ore dalla messa in onda americana, sul servizio on demand TIMvision.
| nº | Titolo originale            | Titolo italiano                          | Prima TV USA     | Pubblicazione Italia |
| -- | --------------------------- | ---------------------------------------- | ---------------- | -------------------- |
| 1  | Half a World Gone Mad       | Via dal mondo reale                      | 22 ottobre 2017  | 23 ottobre 2017      |
| 2  | In His Labyrinth            | Nel suo labirinto                        | 22 ottobre 2017  | 23 ottobre 2017      |
| 3  | The Opposite of People      | Ritorno alle origini                     | 29 ottobre 2017  | 30 ottobre 2017      |
| 4  | Something Left to Love      | Ricordami com'ero                        | 5 novembre 2017  | 6 novembre 2017      |
| 5  | Delights of My Suffering    | Sublime supplizio                        | 12 novembre 2017 | 13 novembre 2017     |
| 6  | Cradle to the Graves        | Benvenuta in casa Graves                 | 19 novembre 2017 | 20 novembre 2017     |
| 7  | All the King's Horses       | Tutti i cavalli del re                   | 26 novembre 2017 | 27 novembre 2017     |
| 8  | They Die Happier            | Una speranza per l'umanità               | 3 dicembre 2017  | 4 dicembre 2017      |
| 9  | Not All Who Wander Are Lost | Non tutti quelli che vagano sono perduti | 10 dicembre 2017 | 11 dicembre 2017     |
| 10 | Spark Meet Gasoline         | Un atto di protesta                      | 10 dicembre 2017 | 18 dicembre 2017     |